# Angels Fall First
Angels Fall First és l'àlbum de debut de la banda Nightwish.Llista de cançons
1. Elvenpath (4:38)
2. Beauty and the Beast (6:22)
3. The Carpenter (5:56)
4. Astral Romance (5:11)
5. Angels Fall First (5:34)
6. Tutankhamen (5:30)
7. Nymphomaniac Fantasia (4:45)
8. Know Why the Nightingale Sings (4:13)
9. Lappi (Lapland)
  1. Erämaajärvi (2:15)
  2. Witchdrums (1:19)
  3. This Moment Is Eternity (3:12)
  4. Etiäinen (2:34)